# فلورانس إل. باركلي
فلورانس إل. باركلي (بالإنجليزية: Florence L. Barclay)‏ (2 ديسمبر 1862 في المملكة المتحدة - 10 مارس 1921)؛ كاتِبة وروائية بريطانية.

## روابط خارجية
- فلورانس إل. باركلي على موقع IMDb (الإنجليزية)